# Sara Curtis
Sara Curtis (Savigliano, 19 de agosto de 2006) es una deportista italiana que compite en natación, especialista en el estilo libre.
Ganó una medalla de oro en el Campeonato Mundial de Natación en Piscina Corta de 2024 y una medalla de plata en el Campeonato Europeo de Natación en Piscina Corta de 2023.

## Palmarés internacional
| Campeonato Mundial en Piscina Corta | Campeonato Mundial en Piscina Corta | Campeonato Mundial en Piscina Corta | Campeonato Mundial en Piscina Corta |
| Año                                 | Lugar                               | Medalla                             | Prueba                              |
| ----------------------------------- | ----------------------------------- | ----------------------------------- | ----------------------------------- |
| 2024                                | Budapest (Hungría)                  | Medalla de oro                      | 4 × 50 m libre mixto                |
| Campeonato Europeo en Piscina Corta |                                     |                                     |                                     |
| Año                                 | Lugar                               | Medalla                             | Prueba                              |
| 2023                                | Otopeni (Rumania)                   | Medalla de plata                    | 4 × 50 m libre                      |